# Tour Dónde vas
Es la cuarta gira que realizó el músico argentino Skay Beilinson. Comenzó el 16 de abril de 2010 y terminó el 10 de agosto de 2013. Se realizó para presentar su cuarto disco ¿Dónde vas?. La sede que más visitaron en esta gira fue Willie Dixon. Durante 2010 se enfocaron de lleno a la presentación de este disco, y lo siguieron haciendo durante los años siguientes. Esta fue la segunda gira con más shows, aunque empató con la gira anterior, en la que realizaron la misma cantidad de shows. Es en esta gira que estrenaron temas que se incluyeron en el siguiente disco, que se encontraba en proceso de grabación. En este tour también inauguraron el Teatro Vorterix, donde volverían a tocar en las veces posteriores. Siguieron dando shows en Argentina y Uruguay hasta el lanzamiento del quinto disco, que se llama La luna hueca.

## Lanzamiento del disco y gira

### 2010
El 12 de abril sale este cuarto disco que se titula ¿Dónde vas?. Consta de 11 temas y es el tercer disco con Oscar Reyna, Javier Lecumberry y Claudio Quartero como integrantes fijos de la banda del Flaco. La gira comienza con dos shows en Willie Dixon el 16 y 17 de abril. El 27 de abril toca con su banda en La Trastienda Club. El concierto se desarrolló en un formato megaeléctrico en la radio Mega 98.3. El 21 de mayo se presentó en el Estudio Norberto Napolitano. El 5 de junio brinda un concierto en el Microestadio Malvinas Argentinas. El 17 de julio da un nuevo show en Scombrock. Es ahí que vuelve a sonar, después de 13 años, el tema La parabellum del buen psicópata. La última vez que Skay interpretó este tema en vivo fue el 13 de diciembre de 1997 durante un concierto en el estadio de Colón, en una fecha marcada por la lluvia, y en el marco de la presentación de Luzbelito, de su banda anterior. El 21 de agosto toca en el Orfeo Superdomo. Continúa la gira con un doblete en el Teatro Colegiales los días 17 y 18 de septiembre. El 15 de octubre vuelve a Puerto Rock. El 19 y 20 de noviembre, a 17 años del doblete de su anterior banda en el estadio de Huracán, Skay Beilinson vuelve otra vez al Willie Dixon. Despide el año con un doblete en el Teatro Colegiales.

### 2011
Comienzan un nuevo año tocando el 12 de febrero en la edición número 11 del Cosquín Rock. El 19 de marzo se presentó en Space Disco. El 13 y 14 de mayo vuelve otra vez a Willie Dixon. El 11 de junio hace lo suyo en el Club Regatas. El 28 de julio vuelve otra vez a La Toldería. El 27 de agosto se hace partícipe de la reapertura del estadio Obras, en donde volvió a tocar después de casi 8 años de su última presentación en ese estadio en su Gira A través del mar de los sargazos. Ya lleva 19 conciertos realizados en el Templo del Rock. Los días 9 y 10 de septiembre toca en Captain Blue XL. El 16 de octubre dio un recital en el Club Ingeniero Huergo de Comodoro Rivadavia. El 21 de octubre vuelve a Puerto Rock. El 12 de noviembre brinda un concierto en Groove. Despide el año tocando en Space Disco el 17 de diciembre.

### 2012
Comienza un nuevo año tocando durante dos noches seguidas en la edición 12 del Cosquín Rock junto a otros artistas como Rata Blanca, Ciro y los Persas, Malón y otros más. Los recitales se desarrollaron el 11 y 12 de febrero. Es allí donde se renombra a la banda como Skay y los Fakires, utilizando así su nombre definitivo. El 20 de febrero vuelve otra vez a Uruguay para dar un concierto en Medio y Medio, haciendo su participación en el festival homónimo. El 10 de marzo vuelve a la Argentina para dar un nuevo concierto en Willie Dixon. El 19 de mayo toca en el Club Los Indios. El 25 de mayo participa de la inauguración del Teatro Vorterix, en plena fecha patria en Argentina. El 16 de junio vuelve al Microestadio Malvinas Argentinas. El 11 y 12 de agosto toca en La Trastienda Club. Se realiza el estreno de dos temas de su siguiente disco. Estos son El sueño del jinete y Falenas en celo. El 6 de septiembre toca en la Plaza de la Música. El 14 y 15 de septiembre da otros shows en Willie Dixon. El 6 de octubre vuelve a Uruguay para dar un concierto en el Festival Primavera 0 '12, realizado en el Teatro de Verano, donde regresó tras 23 años sin tocar en ese recinto. Su última vez allí fue con Los Redondos el día 8 de diciembre de 1989 en la presentación de su cuarto disco de estudio, luego de llenar dos veces el estadio Obras. El 16 y 17 de noviembre vuelve a la Argentina para brindar dos nuevos shows en el Teatro Vorterix. Despide el año tocando el 8 de diciembre en el Auditorio Sur.

### 2013
Comienzan un nuevo año con una nueva participación en el Festival Medio y Medio el día 11 de febrero. El 23 de febrero, el Flaco vuelve a la Argentina con su banda para tocar en Low Disco. Los días 9, 16, 23 y 30 de marzo realizan otros 4 shows en el Teatro Vorterix en lo que se llama Póker de Fakires. Es allí donde siguieron tocando temas de su quinto disco. El 17 de mayo volvieron a tocar en Space Disco, y el 7 y 8 de junio volvieron al Willie Dixon, en donde estrenaron otro tema nuevo que se llama El redentor secreto. El 28 de julio tocaron en el Auditorio Ángel Bustelo, para finalmente terminar la gira el 10 de agosto otra vez en la Plaza de la Música. Allí estrenaron La nube, el globo y el río. Así se termina la gira.

## Conciertos
| Fecha                    | Ciudad                 | País      | Recinto                          |
| ------------------------ | ---------------------- | --------- | -------------------------------- |
| América del Sur          |                        |           |                                  |
| 16 de abril de 2010      | Rosario                | Argentina | Willie Dixon                     |
| 17 de abril de 2010      | Rosario                | Argentina | Willie Dixon                     |
| 27 de abril de 2010      | Buenos Aires           | Argentina | La Trastienda Club               |
| 21 de mayo de 2010       | Buenos Aires           | Argentina | Estudio Norberto Napolitano      |
| 5 de junio de 2010       | Buenos Aires           | Argentina | Microestadio Malvinas Argentinas |
| 17 de julio de 2010      | José C. Paz            | Argentina | Scombrock                        |
| 21 de agosto de 2010     | Córdoba                | Argentina | Orfeo Superdomo                  |
| 17 de septiembre de 2010 | Colegiales             | Argentina | El Teatro                        |
| 18 de septiembre de 2010 | Colegiales             | Argentina | El Teatro                        |
| 15 de octubre de 2010    | Bariloche              | Argentina | Puerto Rock                      |
| 19 de noviembre de 2010  | Rosario                | Argentina | Willie Dixon                     |
| 20 de noviembre de 2010  | Rosario                | Argentina | Willie Dixon                     |
| 17 de diciembre de 2010  | Colegiales             | Argentina | El Teatro                        |
| 18 de diciembre de 2010  | Colegiales             | Argentina | El Teatro                        |
| 12 de febrero de 2011    | Santa María de Punilla | Argentina | Aeródromo                        |
| 19 de marzo de 2011      | Quilmes                | Argentina | Space Disco                      |
| 13 de mayo de 2011       | Rosario                | Argentina | Willie Dixon                     |
| 14 de mayo de 2011       | Rosario                | Argentina | Willie Dixon                     |
| 11 de junio de 2011      | Corrientes             | Argentina | Club Regatas                     |
| 28 de julio de 2011      | El Calafate            | Argentina | La Toldería                      |
| 27 de agosto de 2011     | Buenos Aires           | Argentina | Estadio Obras Sanitarias         |
| 9 de septiembre de 2011  | Córdoba                | Argentina | Captain Blue XL                  |
| 10 de septiembre de 2011 | Córdoba                | Argentina | Captain Blue XL                  |
| 16 de octubre de 2011    | Comodoro Rivadavia     | Argentina | Club Ingeniero Huergo            |
| 21 de octubre de 2011    | Bariloche              | Argentina | Puerto Rock                      |
| 12 de noviembre de 2011  | Buenos Aires           | Argentina | Groove                           |
| 17 de diciembre de 2011  | Quilmes                | Argentina | Space Disco                      |
| 11 de febrero de 2012    | Santa María de Punilla | Argentina | Aeródromo                        |
| 12 de febrero de 2012    | Santa María de Punilla | Argentina | Aeródromo                        |
| 20 de febrero de 2012    | Punta Ballena          | Uruguay   | Medio y Medio                    |
| 10 de marzo de 2012      | Rosario                | Argentina | Willie Dixon                     |
| 19 de mayo de 2012       | Junín                  | Argentina | Club Los Indios                  |
| 25 de mayo de 2012       | Buenos Aires           | Argentina | Teatro Vorterix                  |
| 16 de junio de 2012      | Buenos Aires           | Argentina | Microestadio Malvinas Argentinas |
| 11 de agosto de 2012     | La Plata               | Argentina | La Trastienda Club               |
| 12 de agosto de 2012     | La Plata               | Argentina | La Trastienda Club               |
| 6 de septiembre de 2012  | Córdoba                | Argentina | Plaza de la Música               |
| 14 de septiembre de 2012 | Rosario                | Argentina | Willie Dixon                     |
| 15 de septiembre de 2012 | Rosario                | Argentina | Willie Dixon                     |
| 6 de octubre de 2012     | Montevideo             | Uruguay   | Teatro de Verano                 |
| 16 de noviembre de 2012  | Buenos Aires           | Argentina | Teatro Vorterix                  |
| 17 de noviembre de 2012  | Buenos Aires           | Argentina | Teatro Vorterix                  |
| 8 de diciembre de 2012   | Temperley              | Argentina | Auditorio Sur                    |
| 11 de febrero de 2013    | Punta Ballena          | Uruguay   | Medio y Medio                    |
| 23 de febrero de 2013    | Sunchales              | Argentina | Low Disco                        |
| 9 de marzo de 2013       | Buenos Aires           | Argentina | Teatro Vorterix                  |
| 16 de marzo de 2013      | Buenos Aires           | Argentina | Teatro Vorterix                  |
| 23 de marzo de 2013      | Buenos Aires           | Argentina | Teatro Vorterix                  |
| 30 de marzo de 2013      | Buenos Aires           | Argentina | Teatro Vorterix                  |
| 17 de mayo de 2013       | Quilmes                | Argentina | Space Disco                      |
| 7 de junio de 2013       | Rosario                | Argentina | Willie Dixon                     |
| 8 de junio de 2013       | Rosario                | Argentina | Willie Dixon                     |
| 28 de julio de 2013      | Mendoza                | Argentina | Auditorio Ángel Bustelo          |
| 10 de agosto de 2013     | Córdoba                | Argentina | Plaza de la Música               |

## Países visitados
- Argentina
- Uruguay

## Formación durante la gira
- Skay Beilinson - Voz y guitarra eléctrica (2002-Actualidad)
- Oscar Reyna - Guitarra eléctrica secundaria (2002-2018)
- Claudio Quartero - Bajo (2002-Actualidad)
- Javier Lecumberry - Teclados (2002-2021)
- Topo Espíndola - Batería (2005-2018)